# Фернов, Карл Людвиг
Карл Людвиг Фернов (нем. Carl Ludwig Fernow; 19 ноября 1763, Блюменхаген, Померания — 4 декабря 1808, Веймар, Тюрингия) — немецкий теоретик искусства, романист и библиотекарь в Веймаре.

## Биография
Карл Людвиг был младшим сыном фермера Кристофа Фернова (?—1794) и его жены Доротеи Агнес, урождённой Бенц (?—1771). В 1776 году он посещал школу в Нойбранденбурге. После обучения на фармацевта в Анкламе начинал работать в городской аптеке в Любеке. Здесь он познакомился с художником Асмусом Карстенсом, поддержавшим его интерес к искусству. В Ратцебурге (Шлезвиг-Гольштейн) Фернов зарабатывал на жизнь преподаванием рисования и портретной живописи, а также писал стихи и небольшие тексты для местного театра.
Он приезжал в Йену и Веймар и слушал лекции философа Карла Леонхарда Рейнхольда, который помог ему с поездкой по Швейцарии и Италии. В конце 1794 года Фернов отправился в Рим, где в 1795 году основал «Общество чтения» (Lesegesellschaft) для немецких художников и историков искусства, работавших в Риме, которые собирались в обществе вместе с Фридрихом Вайнбреннером, Иоганном Готтфридом Зойме и Вильгельмом Гумбольдтом. Фернов оставался в Италии до лета 1803 года, особенно в Риме, посылая в журнал «Новый немецкий Меркурий» (Neue Teutschen Merkur) искусствоведческие и литературно-исторические статьи.
В 1803 году при посредничестве Карла Августа Бёттигера Фернов стал профессором в Йене, куда он прибыл в сентябре. В 1804 году он стал библиотекарем матери правящего герцога Веймарского, герцогини Анны Амалии. Таким образом, он находился в постоянном контакте с Гёте, Шиллером и Виландом.
Как теоретик искусства, Ферноу обладал большими способностями. В письме к Гёте Фридрих Шиллер сравнивал Фернова и Гегеля: «Если вы возьмёте их обоих с собой четыре или пять раз и вовлечёте их в разговор, между ними обязательно будут точки соприкосновения».
Вскоре после возвращения из Италии Фернов вступил в более тесный контакт с так называемыми «веймарскими друзьями искусства», то есть с Гёте и Иоганном Генрихом Мейером, которые признали его эрудицию в области истории искусства и литературы. С 1795 года Фернов планировал создать справочник по эстетике и, как показывает подробное оглавление от февраля 1799 года, начал над ним работать. Этот и многие другие проекты он привёз с собой в Веймар. Около 2000 итальянских книг из ныне действующей библиотеки герцогини Анны Амалии поступили от Карла Людвига Фернова, которые он привёз в Веймар из Рима в 1803 году.
Фернов был членом масонских лож «Amalia» в Веймаре и «Zur Weltkugel» в Любеке.
В Веймаре, помимо общения с выдающимися современниками, у Фернова завязалась тесная дружба с Иоганной Шопенгауэр, матерью молодого Артура Шопенгауэра. Он опубликовал свои «Учения по итальянскому языку для немцев» (1804) и внушительную серию изданий итальянских классиков (Данте, Петрарка, Тассо, Ариосто). В трёхтомном сборнике «Римские исследования» (1806—1808) Фернов собрал свои самые важные эссе и исследования на такие темы, как красота в искусстве, пейзажная живопись или диалекты итальянского языка.
Его критическое исследование творчества скульптора Антонио Кановы, который в то время доминировал на римской художественной сцене, в первом томе «Римских исследований» (1806) вызвало сенсацию. После участия в написании Гёте эссе «Винкельман и его век» (1805) Фернов вместе с Иоганном Генрихом Мейером редактировал собрание сочинений Иоганна Иоахима Винкельмана. Это был его последний проект. Он умер в ночь на 4 декабря 1808 года.
Через два года после кончины учёного Иоганна Шопенгауэр опубликовала книгу «Жизнь Карла Людвига Фернова». Гёте от имени герцога Веймарского купил библиотеку Фернова, из которой осиротевшим сыновьям выплачивалось пособие на их образование. В 1809 году Гёте приобрёл для себя самые примечательные произведения из собрания гравюр, в основном основанных на картинах позднего Возрождения и маньеризма. Коллекция рисунков Асмуса Карстенса, которую Фернов доставил через Альпы в Германию, была приобретена для герцогского собрания несколькими годами ранее.